# Alhazen
Ḥasan Ibn al-Haytham (latiniseret som Alhazen fuldt navn Abū ʿAlī al-Ḥasan ibn al-Ḥasan ibn al-Haytham أبو علي، الحسن بن الحسن بن الهيثم; ca. 1. juli 965 i Basra, død 3. marts 1040 i Kairo) var en muslimsk araber, matematiker, astronom og fysiker under Den Islamiske Guldalder. Han ydede betydelige bidrag til særligt forståelsen af synssansen og optikkens principper og omtales derfor som "faderen til moderne optik". Hans mest indflydelsesrige værk har titlen Optikkens Bog (arabisk: كتاب المناظر, "Kitāb al-Manāẓir"). Den blev skrevet i perioden 1011-1021 og har overlevet i en latinsk udgave. Alhazen var polyhistor og skrev også om filosofi, teologi og lægevidenskab.
Alhazen var den første der forklarede at synet optræder når lys reflekteres fra et objekt og passerer ind igennem øjnene. Han var også den første der demonstrerede at synet bliver opfattet i hjernen og ikke i øjnene. Alhazen var en tidlig fortaler for princippet om at en hypotese skal understøttes af eksperimenter baseret på bekræftede procedurer eller matematisk bevis - en tidlig pioner inden for den naturvidenskabelige metode fem århundreder inden renæssancens naturvidenskabsfolk.
Alhazen blev født i Basra, men han tilbragte det meste af sin produktive periode i Fatimide-kalifatets hovedstad Kairo, hvor han levede af at skrive forskellige værker og undervise medlemmer af adelen. Alhazen fik nogle gange tilnavnet al-Baṣrī efter hans fødested, eller al-Miṣrī ("af Egypten"). Alhazen blev kaldt den "anden Ptolemaios" af Abu'l-Hasan Bayhaqi og "Fysikeren" af John Peckham.

## Liv og virke
Ibn al-Haytham (Alhazen) blev født ca. år 965 ind i en arabisk familie i Basra, Irak, som på dette tidspunkt blev styret af buyidernes dynasti.
Oprindeligt var han interesseret i religionsstudier og i at tjene samfundet. På dette tidspunkt havde samfundet en række modstridende syn på religion, som gjorde at han i sidste ende endte med at søge væk fra religionen. Dette ledte til at han fordybede sig i studiet af matematik og naturvidenskab. Han var ansat i en stilling med titlen vizier i sin hjemby Basra, og han skabte sig et navn med sin viden om anvendt matematik. Han påstod at være i stand til at regulere Nilens oversvømmelser, og blev derfor inviteret til Fatimide-kalifatet af kalif Al-Hakim for at realisere sit hydrauliske projekt i Aswan. Han blev dog nødt til at indrømme at hans projekt ikke kunne lade sig gøre rent praktisk.
Da han vendte tilbage til Kairo, fik han en administrativ stilling. Efter at han atter engang viste sig ikke at kunne udføre sin opgave her, påkaldte han sig kalif Al-Hakims vrede, og det siges, at han blev tvunget til at gå under jorden indtil kaliffens død i 1021, hvorefter han fik de ejendele, der var blevet konfiskeret fra ham, tilbage igen.
Ifølge legenden lod Alhazen som om at han var blevet sindssyg, og at han derfor var blevet sat i husarrest i denne periode. Det var på dette tidspunkt, at han skrev sin indflydelsesrige afhandling Optikkens Bog.
Alhazen fortsatte med at bo i Kairo i samme område som det berømte Al-Azhar Universitet, og han levede af indtægterne fra sine afhandlinger og værker indtil sin død omkring 1040. En kopi af Apollonius' bog om keglesnit, skrevet med Ibn al-Haythams håndskrift, er bevaret i Aya Sofya: (MS Aya Sofya 2762, 307 fob., dateret Safar 415 a.h. [1024]).)
Blandt hans studenter var Sorkhab (Sohrab), en perser fra Semnan, og Abu al-Wafa Mubashir ibn Fatek, en egyptisk prins.

## Videnskabelig metode
| Citat                                  | Sandheden søger man for dens egen skyld. Og den der søger noget for sagens egen skyld, er ikke interesseret i noget andet. At finde sandheden er svært og vejen til den er stenet. | Citat |
| Alhazen i Tvivl vedrørende Ptolemaios. | |       |

Alhazens videnskabelige metode baserede sig på empiri, det at anvende erfaringer og iagttagelser som grundlag for (videnskabelig) erkendelse. Han udførte forsøg og gjorde målbare observationer og brugte derefter sin fornuft til at få mening ud af de data, han havde samlet sammen. På den måde var han med til at udvikle den videnskabelige metode, der har været basis for al videnskab efterfølgende. Hans eksperimenterede specielt indenfor inden for klassisk fysik og udviklede matematiske modeller til at beskrive og forstå de observerede processer. Således er han også blevet kaldt den første teoretiske fysiker.

## Optikkens Bog
Alhazens hovedværk er syvbindsværket Optikkens Bog (Kitab al-Manazir; originaltitel:	كتاب المناظر), skrevet mellem 1011 og 1021, og senere oversat til latin i slutningen af 1100-tallet eller begyndelsen af 1200-tallet. Værket fik stor betydning gennem middelalderen og renæssancen og påvirkede senere blandt andre Roger Bacon og Johannes Kepler. Arbejder af al-Haitham om geometri blev genfundet i Bibliothèque nationale de France i Paris i 1834. Andre manuskripter er bevarede i Leiden og i Bodleian-biblioteket i Oxford.
I Optikkens Bog præsenterede Alhazen en samlet teori for optik, som baserede sig på en syntese af matematik, anatomi og fysik. Den mest revolutionerende del af hans teori var ikke matematikken og heller ikke anatomien, idet muslimsk tradition forbød dissektion af den menneskelige krop, og Alhazen erkendte selv, at det meste af hans viden om anatomi kom fra Galen. I stedet var det hans fysiske forklaring af de optiske fænomener, der havde den største gennemslagskraft i eftertiden, og i særdeleshed hans tolkning af synlige objekter som bestående af et uendeligt antal punkter, der udsender lys.
Optikkens Bog er formodentlig det første værk i historien, som bruger en videnskabelig metode. I antikken troede man, at sandheden nås gennem logisk ræsonnement alene; eksperimenter blev brugt til demonstrationer. Al-Haitham anvendte derimod eksperimenter til at teste sine teorier. Fx anvendte han eksperimenter for at bevise, at Aristoteles havde ret i sin teori om, at syn skyldtes, at øjet modtog lys fra den sete genstand og ikke, at øjet udsendte stråler, som Euklid af Alexandria og Ptolemaios havde hævdet.
•	Bind I handler om Alhazens teorier for lys, farver og syn.

•	Bind II præsenterer Alhazans teori om, hvorledes lyset modtages af øjet.

•	Bind III og VI handler om fejl, der kan opstå, når lyset henholdsvis modtages af øjet og reflekteres.

•	Bind IV og V beskriver eksperimenter, der støtter Alhazens teorier om refleksion.

•	Bind VII beskriver teorien om lysbrydning.

### Om synet
Før Optikkens Bog blev skrevet, herskede der to teorier for syn. Extramissionsteorien (eller emissionsteorien) blev fremført af Euklid og Ptolemaios. Ifølge denne model var det øjet, der udsendte en form for stråler hen til betragtede objekt. Når disse stråler nåede frem til objektet, blev det muligt for betragteren at opfatte objektets farve, form og størrelse. Intromissionsteorien, på en anden side, som blev fremført af Aristoteles og Galen, argumenterede for at synet skyldtes emner, der blev udsendt til øjet fra objektet eller dets omgivelser.
Et af Alhazans argumenter imod extramissionsteorien var, at øjnene kan blive ødelagt, når man ser direkte ind i stærkt lys, som fx solen.:313–314  Et andet modargument var, at øjet umuligt kunne nå at fylde rummet med stråler på den korte tid der går, fra man åbner øjnene, til man ser nattehimmelen i sin fulde udstrækning. I stedet udformede han med udgangspunkt i intromissionsteorien sin egen teori, ifølge hvilken alle objekter udsender lys i alle retninger, og det er noget af dette lys, der når frem til betragterens øje. Således besidder det betragtede objekt en samling af uendeligt mange punkter, der alle udsender lys.

### Lys- og farveteori
I Optikkens Bog argumenterer Alhazen for, at der findes to former for lys, primært lys og sekundært lys, hvor det primære lys er det stærkeste eller mere intense af de to. Ifølge Alhazen kommer primært lys fra lysende objekter, mens sekundært eller ”tilfældigt” lys kommer fra objekter, der ikke lyser i sig selv, men opfanger og reflekterer lys fra andre objekter. :317  Sekundært lys kan derfor ikke eksistere i fravær af en kilde til primært lys. Både primært og sekundært lys bevæger sig i rette linjer. Hvis lyset kan passere igennem et objekt, bliver det gennemsigtigt. Eksempler er luft og vand, men ingen objekter kan reflektere alt lys, der rammer dem, eller være totalt gennemsigtige. Opake objekter er sådanne, som lyset ikke kan passere direkte igennem dem, de er således partielt transparente, selv om der finder forskellige grader af opacitet. Opake objekter, der rammes af lys, kan udsende sekundært lys, og derved selv komme til at lyse. Lysstrålen kan brydes, når den passerer et partielt transparent objekt, men kan også reflekteres, hvis det rammer en helt glat overflade som fx et spejl, men i begge tilfælde bevæger lyset sig i rette linjer.
Til støtte for sin argumentation udførte Alhazen mange eksperimenter, der blev beskrevet i Optikkens Bog. Han fremførte at farve også er en form for lys, der også bevæger i rette linjer fra ethvert punkt på et objekt. Han konkluderede også ud fra eksperimenter, at farve ikke kan eksistere uden luft. 

### Øjets anatomi og evnen til at se
Hvis hvert punkt på et objekt udsender lys i rette linjer i alle retninger, må øjet modtage adskillige lysstråler fra hvert punkt. Dette skabte et problem for Alhazen, for hvis øjet modtog lys i alle retninger fra hvert af objektets punkter, burde det føre til et uskarpt billede. Alhazen løste dette problem ved hjælp af sin teori om lysbrydning. Han fremførte det argument, at selv om hvert af objektets punkter sendte en uendelig mængde lysstråler mod øjet, var det kun én lystråle fra hvert punkt, som faldt vinkelret ind på øjet. De andre lysstråler fra punktet ville møde øjet i vinkler, der ikke var vinkelrette. Ifølge Alhazen ville dette føre til, at de blev brudt og svækket. Hans hypotese var således, at kun den var den lysstråle, der faldt vinkelret ind på øjet, der blev registreret af synet.:315–316 
Alhazens teori, om at afbøjede lysstråler mister deres kraft til at stimulere synet, er forløberen for erkendelsen af den retningsbestemt sensitivitet af nethinden (retina), der i dag er etableret viden, og som i dag også kaldes for Stiles-Crawford effekten.
Ifølge Alhazens undersøgelse af øjets anatomi, var det linsen (lens), der modtager det lys, som udsendes fra objektet, og linsen fungerer som en kegle, som samler lyset i sin bund. Andre dele af øjet såsom det forreste øjenkammer mellem hornhinden og linsen (camera anterior) og glaslegemet bag linsen (corpus vitreum) spillede ikke samme kritiske rolle for synet som linsen. Efter at have modtager lyset ville linsen sende billedet, som den havde modtaget, videre til hjernen gennem en synsnerve.

### Invertering af billedet i øjet
I Bog I beskriver Alhazen et "mørkt kammer" (camera obscura) ind i hvilket lyset kommer gennem et lille hul og - uden at have passeret en linse - danner et billede, der vender op og ned, på den modsatte side af kammeret. Alhazen anvendte et sådant camera obscura i sine optiske forsøg, og sammenlignede det med øjet.
Ideen var at lyset, når det kom ind i øjet, ville samle sig i et billede inde i øjet, det var omvendt, og derefter blev vendt igen. Forsøgene fik ham dog til at indse, at pupillen var for stor til at øjet kunne fungere som et camera obscura. Han overvejede om lyset blev brudt, når det ramte linsen, og om det, når det derefter fortsatte, ville danne et omvendt billede på øjets bagside. Da forestillingen om et omvendt billede var uacceptabel, postulerede han uden nærmere argumentation, at lysstrålerne blev brudt endnu en gang ved grænsefladen mellem linsen og glaslegemet, således at når de fortsatte derfra ville skabe et retvendt billede på væggen bagerst i øjet på det, vi i dag kender som (nethinden; retina), men som Alhazen betragtede som en forlængelse af synsnerven. I dag ved vi at lyset, efter at være blevet brudt i linsen, danner et omvendt billede på nethinden, der derefter vendes i hjernen.

### Mønstergenkendelse
Alhazen udviklede en teori for, hvorledes synet genkender betragtede objekter, som på mange måder minder om den måde, moderne algoritmer foretager mønstergenkendelse på. Ifølge Alhazens teori baserer synet sig på tre stadier, der begynder med den passive registrering af lys og farve i øjet, og derefter bearbejdes synsindtrykkene med en stigende grad af abstraktion og kompleksitet. Som Alhazen udtrykker det:
af [alle] de karakteristika, som registreres af synssansen, er nogle et resultat af ren og skær sansning, andre et resultat af genkendelse, og andre et resultat af vurdering og differentiering.
Blandt disse tre stadier er det evnen til genkendelse, der er betingelsen for visuel kategorisering:
Synet registrerer mange ting på grundlag af genkendelse, så det genkender at et menneske er et menneske, at en hest er en hest, og at Sokrates er Sokrates, hvis det har set den samme ting tidligere.
...og:
Synets registrering af, hvilken kategori et synligt objekt tilhører, er udelukkende baseret på genkendelse.
Alhazen analyserede, hvad der betinger evnen til genkendelse og hvordan den fungerer. Først og fremmest gør han det klart, at genkendelse er forskellig fra ren sansning, fordi processen involverer hukommelse og ”forestillingsevne”, som er mængden af de samlede synsindtryk, der huskes, og som hukommelsen finder frem. Som det udtrykkes af Alhazen:
genkendelse er iagttagelsen af lighed mellem to former – i.e. formen på det objekt synet opfatter i det øjeblik objektet genkendes, og formen på det synlige objekt, eller dets lige, der er blevet opfattet en eller flere gange tidligere.
Således, siden genkendelse involverer opfattelse af lighed, baserer det sig på en form for vurdering, men:
denne form for vurdering er forskellig fra andre (former for) vurdering, da den i stedet for at basere sig på en evaluering af alle et objekts karakteristika, baserer sig genkendelsen af definerende karakteristika.
Her skelnes der mellem den bevidste og den ubevidste genkendelse, idet Alhazen med “andre former for vurdering” tænker på en nærmere granskning med synet (som fx involverer øjenbevægelser) og som tager et stykke tid, i modsætning til den ubevidste genkendelse, som er umiddelbar og baserer sig på nogle få ”definerende karakteristika”, og som korresponderer til de essentielle (i modsætning til tilfældige) forhold, som er fælles for alle medlemmer af en given kategori.
Denne måde at analysere synet på er blevet kaldt ”overraskende moderne” fordi den på en rent empirisk måde forklarer, hvorledes kategorier (eller i hans terminologi, ”universelle former”) opstår i vores bevidsthed (”sjælen”). Som det udtrykkes af Alhazen:
At universelle former af synlige objekter findes i sjælen og gemmes i forestillingsevnen skyldes det faktum, at der er visse synlige karakteristika, som fx form eller indtryk, der, hvis de deles af række individer, får dem til at opfattes som værende identiske, selvom de selvsamme individer kan variere med hensyn til andre særlige karakteristika, der også opfattes af synet. 
og derefter:
Det er således i kraft af synets evne til at opfatte individer af den samme slags, at deres universelle form gentages (i sjælen), sammen med de diverse andre særlige former disse individerne måtte have.
Med Alhazens ord bliver ”universelle former” således ”gemt i forestillingsevnen” gennem den gentagne registrering af individer, der tilhører den samme kategori, og kategoriseringen baserer sig på en række særlige karakteristika, som alle disse individer har til fælles.
Efter at have klarlagt, hvorledes objekter genkendelsen, og hvilken rolle hukommelse og lighed betyder for genkendelsen, beskriver Alhazen, mekanismen hvormed synsindtrykkene kategoriseres: 
Således, når synet opfatter et synligt objekt, vil evnen til at skelne mellem objekter søge et modstykke blandt de former, der er gemt af fantasiens forestillingsevne, og når den finder en form i fantasien, som ligner formen på det synlige objekt, vil forestillingsevnen genkende det synlige objekt, og vil opfatte hvilken slags objektet er.
...og videre:
Men hvis det ikke finder en form i fantasien, der ligner formen på det synlige objekt, vil det ikke genkende det synlige objekt eller kunne opfatte, hvilken slags objekt det er.
Det er blevet fremhævet, at denne analyse af Alhazen har en overraskende grad af lighed med Cover og Hart’s k-nærmeste naboer (k-NN) klassifikationsregel fra 1967 for mønstergenkendelse, som i dag anvendes af algoritmer til at klassificere objekter med.

### Alhazens problem
Alhazen var interesseret i optiske systemer, hvor der blev anvendt spejle, og studerede lysets tilbagekastning fra spejlende objekter (et studie, der også er blevet kaldt katoptrik). Specielt var han interesseret i refleksionen fra runde og parabolske spejle. Han observerede, at forholdet mellem lysets indfaldsvinkel og den vinkel, hvormed det blev tilbagekastet, ikke var konstant, men afhang af spejlets krumning, og undersøgte hvilken betydning dette havde for en linses evne til at forstørre et objekt. Hans arbejde med katoptrik førte til at han i Oktikkens Bog Bind V formulerede det, der er blevet kaldt "Alhazens problem".
Problemet lyder (oversat fra en engelsk oversættelse af den arabiske tekst):
Der gives en lyskilde og et rundt spejl. Find det punkt på spejlet, hvorfra lyset reflekteres til øjet af en betragter.
Problemet kan formuleres geometrisk således:
Fra to punkter i en cirkels plan skal der trækkes rette linjer, der møder hinanden på et punkt i cirklens omkreds, således at linjerne danner ens vinkler på tangenten til cirklen i det samme punkt.
Problemet er blevet studeret fra Huygens til vore dage. De tidligste løsninger blev bestemt ved at indsætte en hyperbel i den givne cirkel. Senere blev der givet analytiske løsninger, og til sidst trigonometriske løsninger.

## Andre værker om fysik

### Optiske værker
Udover Optikkens Bog skrev Alhazen adskillige andre værker om samme emne, inklusive Risala fi l-Daw' (Afhandling om Lys). Han undersøgte egenskaberne ved luminiscens, regnbuer, formørkelser, tusmørke og måneskin. Hans eksperimenter foregik med spejle og refraktive overflader mellem luft, vand og glaskube, halvkugler og kvart-kugler der gav man grundlaget for de senere teorier om katoptrik.

### Himmelmekanik
Alhazen diskuterede himmelmekanik i værket Epitome of Astronomy, hvor han argumenterede for at Ptolemaios' modeller skal forstås ud fra fysiske objekter frem for abstrakte hypoteser - med andre ord det må være muligt at skabe fysiske modeller hvor eksempelvis ingen af himmellegemerne kan kollidere med hinanden. Forslaget med mekaniske modeller med Jorden i midten af solsystemet som en ptolemaiosk model "var et stort bidrag til det ptolemaioske systems senere triumf blandt de kristne i Vesten". Alhazens beslutsomhed om at forankre astronomi i fysikkens verden med objekter var vigtig, fordi den betød at astronomiske hypoteser "var ansvarlige overfor fysikkens love", og at den kunne kritiseres og forbedres på denne baggrund.
Han skrev også Maqala fi daw al-qamar (Om Månens Lys).

### Mekanik
I sine værker diskuterede Alhazen teorier om bevægelse af et legeme. I  Treatise on Place er han uenig med Aristoteles' synspunkt om at naturen vil undgå tomrum, og han brugte geometri i et forsøg på at demonstreret at stedet (al-makan), er det antagede tredimensionelle område mellem indersiden og overfladen af en beholder.

## Geometri
I flere af sine matematiske arbejder beskæftigede Alhazen sig med geometriske problemer.

### Alhazens månesegl
Hippokrates havde tidligere vist, at det for en ligebenet retvinklet trekant gælder, at såfremt der tegnes en cirkel omkring den, således at radius er lig med et kateter og de spidse vinkler rører cirkelbuen, vil arealet af en halvcirkel, der har trekantens hypotenuse som diameter, fratrukket det areal af trekantens omskrevne cirkel, der støder op imod hypotenusen, være lig med trekantens areal.
Alhazen forsøgte at bevise en mere generel udgave af problemet, som på engelsk kaldes ”the lunes of Alhazen”, og på dansk kunne kaldes ”Alhazens månesegl”. Problemet kan formuleres således:
Man tager en hvilken som helst retvinklet trekant og tegner en halvcirkel over den, således at hypotenusen er dens diameter. Derefter tegner man halvcirkler fra hver af trekantens to kateter (ben), således at hver cirkel får en katete som sin diameter. Der dannes herved to månesegl, hvis spidser rører trekantens hjørner. Hvor stort er det samlede areal af de to månesegl? 
Svaret, som Alhazen nåede frem til, er at summen af månernes arealer altid er lig med arealet af trekanten. Beviset involverer brug af den pythagoræiske læresætning.

## Talteori
Mange af Alhazens matematiske arbejder beskæftiger sig med talteori. Her skal gives nogle eksempler.

### Alhazen og Wilsons sætning
I Opuscula overvejer Alhazen en løsning på et talsystem med kongruens. Med hans egne ord (oversat fra en engelsk oversættelse af den arabiske tekst):
Vi ønsker at finde et tal, der, hvis vi deler det med to, får en rest på en; hvis vi deler det med tre, får vi en rest på en; hvis vi deler det med fire, får vi en rest på en; hvis vi deler det med fem, får vi en rest på en; hvis vi deler det med seks, får vi en rest på en; hvis vi deler det med syv, er der ingen rest.
Alhazen angiver to metoder til at løse problemet, hvoraf den ene lyder:
De nævnte tal, der blev anvendt til at dividere det søgte tal, ganges med hinanden; vi tilføjer en til produktet; dette er det ønskede tal.
Her giver Alhazen en generel løsningsmetode, hvor svaret på det nævnte eksempel bliver:
(2 × 3 × 4 × 5 × 6) + 1 = 721.

Vi finder at:

721/2 = 360, 1 til rest

721/3 = 240, 1 til rest

721/4 = 180, 1 til rest

721/5 = 144, 1 til rest

721/6 = 120, 1 til rest

721/7 = 103, 0 til rest
Her anvendte Alhazen en metode, der ligner den, som i dag kaldes Wilsons sætning, efter den engelske matematiker John Wilson, som genopdagede metoden i 1770 mere end 700 år senere:
- Hvis p er et primtal, gælder det at 1 + (p - 1)! kan deles med p.

I det specielle tilfælde bliver løsningen 1 + (7 - 1)! og vi får:
7 er et primtal, det gælder derfor at: 

1 + (7 – 1)(7 – 2)(7 – 3)(7 – 4)(7 – 5)(7 – 6) = 

1 + 6 × 5 × 4 × 3 × 2 × 1 =

1 + 720 =

721 kan deles med 7.
Tallet 721 efterlader netop en rest på 1, når det divideres med henholdsvis 2, 3, 4, 5 og 6.

### Perfekte tal
Et perfekt tal er et heltal, der er summen af tallets divisorer, dvs. de tal, der går op i tallet (tallet selv medregnes ikke). De to mindste perfekte tal er således 6 (1 + 2 + 3 = 6) og 28 (1 + 2 + 4 + 7 + 14 = 28). I begyndelsen af 3. århundrede f. Kr formulerede den græske matematiker Euklid i sit 13 binds værk Elementer et teorem, der definerer et perfekt tal:
- (2n-1) × 2n-1 er et perfekt tal, hvis 2n-1 er et primtal.

Således finder vi at med primtallet n = 2 at (22-1) × 22-1 = 6,

og med primtallet n = 3 finder vi at (23-1) × 23-1 = 28,

og med det næste primtal n = 5 finder vi at det næste perfekte tal er (25-1) × 25-1 = 496 osv.
I sit skrift Kommentar til Euklids postulater skriver Alhazen (som med andre citater er teksten oversat fra en engelsk oversættelse af den arabiske ordlyd):
Euklid siger derefter at et perfekt tal er lig med summen af dets divisorer. Dette er definitionen på et perfekt tal. Der findes tal, der lever op til denne egenskab. Faktisk har Euklid mod slutningen af Bog Ni beskrevet, hvorledes man kan finde tal, der besidder denne egenskab.
I en anden bog, Analyse og syntese, forsøger Alhazen at bevise Euklids sætning. Han skriver:
Et perfekt tal er et tal, der er lig med summen af de tal, det omfatter. Problemet blev rejst af Euklid mod slutningen af de aritmetiske kapitler af hans bog. Han gjorde ikke rede for nogen analyse, og intet af det han siger, indikerer at hans definition var resultatet af en analyse. Han angiver kun, hvad det er, ligesom han gør det med andre problemer. Her skal vi vise, hvordan man analyserer sig frem til et perfekt tal.
Derefter forsøger Alhazed at analysere sig frem til, at Euklids definition ikke kun omfatter de perfekte tal, der var kendt i samtiden, men det modsatte: at alle de perfekte tal, der måtte findes, er omfattet af Euklids definition. Selvom beviset efterfølgende er blevet kritiseret, var det første gang nogen tilbød et bevis for Euklids berømte teorem.

## Astronomi
I alt 25 af Alhazens udgivelser beskæftigede sig med astronomi, svarende til en fjerdedel af hans værk, men på trods af at Alhazen udgav så mange arbejder om astronomi, har de ikke haft samme indflydelse som hans bøger om optik og matematik.

### Om verdens opbygning
I sin bog Om verdens opbygning forsøger Alhazen at udvikle en model, som beskriver planeternes bevægelser, og som er baseret på Aristoteles’ fysik og Ptolemaios' abstrakte matematiske teorier.
I begyndelsen af bogens tredje del, der handler om himmelske legemer og deres bevægelser, forklarer Alhazen, at termen falah (svarende til sphaira, "sfære”) benævner alt, hvad der er rundt, det være sig et kugleformet legeme, en hvælvet overflade, overfladen på en skive eller omkredsen på en cirkel, selvom det i astronomien typisk er tale om kugleskaller. Ifølge Alhazen var universet inddelt i ni sammenhængende, koncentriske (dvs. med fælles midtpunkt), kugleformede skaller, der hver besad en excentrisk (dvs. uden for midtpunktet) skal (en såkaldt epicykel), som planeterne bevægede sig på. Ideen med epicykler var Ptolemaios’, men tanken om skaller var i modsætning til Ptolemaios, der i sin model, der var beskrevet i værket Almagest, opererede med geometriske cirkler. I en senere bog, Planetariske hypoteser, forklarede Ptolemaios dog, hvorledes hans geometriske modeller kunne transformeres til at blive tredimensionelle sfærer.
Ifølge nyere forskning er Om verdens opbygning et såkaldt apokryfisk værk, dvs. dets autencitet er tvivlsomt.

### Kritik af Ptolemaios
I tre bøger diskuterer Alhazen Ptolemaios’ verdensbillede. Det drejer sig om:
- Tvivl vedrørende Ptolemaios
- Korrektioner til Almagest (denne bog er gået tabt)
- Opklaring af tvivl vedrørende Almagest

Ud fra titlerne fremgår det umiddelbart, at synet på Ptolemaios er kritisk. Meget af Alhazens kritik af Ptolemaious baserer sig på dennes introduktion af en såkaldt ekvant i sine planetariske modeller. Ekvanten var et punkt, der var forskudt fra centrum af planeternes cirkelbaner, og som planeterne altid bevægede sig i samme hastighed i forhold til, forstået på den måde, at når de nærmede sig ekvanten bevægede de sig langsommere, end når de fjernede sig fra den. Ekvanten var indført for at kunne forklare at planeterne tilsyneladende skiftede hastighed på deres bane over himmelen. Alhayen fandt mange modsætninger i denne model, og arbejdede på at udvikle en planetarisk model, der ikke behøvede ekvanter.
Hans kritik af Ptolemaios verdensbillede kommer også til udtryk i et svar til en anonym lærd, som havde været ude efter hans bog Den snoede bevægelse (oversat fra en engelsk oversættelse af den arabiske tekst):
| Citat | Ud fra den noble Shaykhs udtalelser er det klart, at han tror på alt, hvad Ptolemaios skriver, uden at føle noget behov for en praktisk demonstration eller et bevis, han imiterer helhjertet; det er således eksperter i den profetiske tradition tror på Profeten, må Gud være med ham. Men det er ikke sådan, matematikere har tillid til specialister i de demonstrative videnskaber. Og jeg noterer mig, at det gør ham (i.e. den noble Shaykh) ondt, at jeg har modsagt Ptolemaios, og at han finder det smagløst; hans udtalelser tyder på, at han ikke tror, Ptolemaios kan fejle. Nu er der faktisk mange fejl i Ptolemaios, i mange passager i hans bøger. Blandt andre hvad han skriver i Almagest; hvis man gransker den grundigt, finder man mange modsigelser. Han (i.e. Ptolemaios) forklarer principperne for de modeller han overvejer, hvorefter han foreslår modeller for bevægelser, der er i modsætning til de principper, han har fastlagt. Og det er ikke bare et sted, det er i mange passager. Hvis han (i.e. den noble Shaykh) ønsker at jeg bliver mere konkret og peger på modsætningerne, gør jeg det gerne. | Citat |
|       | |       |

### Model for de syv planeters bevægelser
Alhazens bog Model for de syv planeters bevægelser er blevet kaldt en monumental præstation, der beskriver en ny astronomi og en ny teori for planeterne.
Oprindeligt havde værket tre bind. I det første bind beskrives teorien for planeterne. Den anden handler om, hvorledes man foretager astronomiske udregninger, og i den tredje diskuteres udviklingen af et astronomisk instrument, der kan beregne solens og planeternes højde. Af disse tre bind er det kun det første, der er bevaret.
Den første halvdel af det første bind rummer 15 matematiske udredninger, der skal lægge grunden for en planetarisk teori, der hviler på en solid matematisk basis. Den nye astronomi forsøger ikke længere at konstruere en model for universet, men begrænser sig til at beskrive matematisk, hvorledes planeterne bevæger sig. Bevægelserne i denne model er cirkelformede og ensartede i hastighed eller er en blanding af bevægelser, der er cirkelformede og ensartede. Epicyklerne som begreb findes således stadig for at forklare de højere planeters bevægelser.

## Andre værker

### Indflydelsen af Melodier på Dyrenes Sjæle
Alhazen skrev et Værk om Indflydelsen af Melodier på Dyrenes Sjæle, selvom der ikke eksisterer nogle bevarede udgaver af den. Den synes at have omhandlet spørgsmålet om dyr kan reagere på musik, f.eks. om en kamel vil bevæge sig hurtigere end langsommere til musik

### Ingeniørkundskab
Inden for ingeniørkundskab findes en beskrivelse af hans karriere som bygningsingeniør, hvor han blev hidkaldt til Egypten af Al-Hakim bi-Amr Allah fra Fatimide-kalifatet for at regulere oversvømmelser fra Nilen. Han udførte et detaljeret videnskabeligt studie af den årlige inundation af Nilen, og han tegnede planer for opførslen af en dmæning på det sted, hvor Aswandæmningen blev opført i 1960'erne. Hans feltarbejde gjorde ham dog opmærksom på, hvor upraktisk hans plan i virkeligheden var, og han fingerede snart efter at være blevet sindssyg, så han kunne undgå straf fra kalifatet.

### Filosofi
I hans Treatise on Place var Alhazen uenig med Aristoteles' syn på at naturen undgår tomrum, og han brugte geometri til at forsøge at demonstrere dette sted (al-makan) som blev forestillet som et tredimensionelt tomrum mellem den indre overflade indeslutningslegeme. Abd-el-latif, der støttede Aristoteles filosofiske syn på rum og tomrum kritisterede senere hans arbejde i Fi al-Radd 'ala Ibn al-Haytham fi al-makan (A refutation of Ibn al-Haytham’s place) for at foresøge at beskrive tomrummet ved hjælp af geometri.
Alhazen diskuterede også rumopfattelse og dens erkendelsesteori i Optikkens Bog. Ved at "forbinde den visuelle opfattelse af rummet til tidligere kropslig erfaring afviste Alhazen utvetydigt det intuitive ved rumlig opfattelse, og derfor synets autonomi. Uden håndgribelige forestillinger om afstand og størrelse til sammenligning kan synet stort set ikke fortælle os noget om noget." Alhazen fandt på mange teorier der knuste datidens forståelse af virkeligheden. Disse ideer om optik og opfattelse var ikke kun forbundet til fysiske videnskaber, mens i højere grad eksistentiel filosofi. Dette ledte til religiøse synspunkter der blev oprethold til et punkt, hvor der er en iagttager og deres opfattelse, hvilket i dette tilfælde er virkeligheden.

### Teologi
Alhazen var muslim, og de fleste kilde beskriver at han var sunnimuslim og tilhørte Ash'ari-skolen. Ziauddin Sardar skriver at nogle af de største muslimske naturvidenskabsfolk, som Ibn al-Haytham og Abū Rayhān al-Bīrūnī, der var pionerer inden for den naturvidenskabelige metode, tilhørte Ashʿari-skolen i islamisk teologi. Ligesom andre Ashʿaritter der mente at tro eller taqlid udelukkende skulle gælde islam og ikke andre hellenistiske autoriteter, så mente Ibn al-Haytham at taqlid udelukkende skulle omfatte islams profeter og ikke til nogle andre autoriteter, hvilket dannede grundlag for en stor del af hans videnskabelige skepticisme og kritik af Ptolemaios og andre af oldtidens autoriteter i hans værker Doubts Concerning Ptolemy og Optikkens Bog.
Alhazen skev et værk om islamisk teologi, hvori han diskuterer profetskab og udviklede et system med filosofiske kriterier til at skelne mellem falske påstande i hans samtid.
Han skrev også et værke med titlen Finding the Direction of Qibla by Calculation, hvor han diskuterer hvordan man matematisk finder Qiblaen, hvor man skal rette sine bønner (salah) imod.
Der er også lejlighedsvise referencer til teologi eller religiøse undertoner i hans tekniske værker som bl.a.
i Doubts Concerning Ptolemy:
 Truth is sought for its own sake ... Finding the truth is difficult, and the road to it is rough. For the truths are plunged in obscurity. ... God, however, has not preserved the scientist from error and has not safeguarded science from shortcomings and faults. If this had been the case, scientists would not have disagreed upon any point of science...

I The Winding Motion:
 From the statements made by the noble Shaykh, it is clear that he believes in Ptolemy's words in everything he says, without relying on a demonstration or calling on a proof, but by pure imitation (taqlid); that is how experts in the prophetic tradition have faith in Prophets, may the blessing of God be upon them. But it is not the way that mathematicians have faith in specialists in the demonstrative sciences.

Om relationen til en objektiv sandhed og gud:
 I constantly sought knowledge and truth, and it became my belief that for gaining access to the effulgence and closeness to God, there is no better way than that of searching for truth and knowledge.

## Arv og hæder
Alhazen er anerkendt bredt for at have leveret store bidrag og opdagelser inden for optik, talteori, geometri, astronomi og naturfilosofi. Alhazans værk om optik bliver krediteret for at have lagt vægt på betydningen af at eksperimentere.
Hans hovedværk Optikkens Bog var hovedsageligt kendt i den muslimske verden, men ikke udelukkende, og i 1200-tallet blev den kommenteret af Kamāl al-Dīn al-Fārisī, Tanqīḥ al-Manāẓir li-dhawī l-abṣār wa l-baṣā'ir. I 1100-tallet i al-Andalus blev værket brugt både af prinsen af Banu Hud-dynastiet i Zaragossa og af en forfatter af vigtige matematiske tekster, al-Mu'taman ibn Hūd. En latinsk oversættelse af Kitab al-Manazir blev sandsynligvis skrevet i slutningen af 1200- eller starten af 1300-tallet. Denne oversættelse blev læst af og havde stor indflydelse på en række lærde i det kristne Europa inklusive: Roger Bacon, Robert Grosseteste, Witelo, Giambattista della Porta, Leonardo da Vinci, Galileo Galilei, Christiaan Huygens, René Descartes, og Johannes Kepler. Hans forskning inden for katoptrik (studiet af optiske systemer ved brug af spejle) omhandlede sfæriske og parabolske spejle og sfærisk aberration. Han foretog observationen af at forholdet mellem indfalsvinklen og refraktionen ikke er konstant, og han undersøgte forstørrelsesevnen i en linse. Hans arbejde med katoptrik indeholdt også et problem kendt som "Alhazens problem". I den islamiske verden havde Alhazens værk indflydelse på Averroës' tekster om optik, og hans arv blev yderligere udbredt via "reformeringen" af hans Optikkens Bog af den persiske videnskabsmand Kamal al-Din al-Farisi (død ca. 1320) i sidstnævntes værk Kitab Tanqih al-Manazir (revisionen af [Ibn al-Haytham's] Optik). Alhazen skrev op mod 200 bøger, men kun omkring 55 har overlevet. Nogle af hans værker om optik er kun bevaret i form af latinske oversættelser. I middelalderen blev hans bog om kosmologi oversat til latin, hebraisk og flere andre sprog.
Nedslagskrateret Alhazen på Månen er opkaldt efter Alhazen, og det samme blev steroiden 59239 Alhazen. Til ære for Alhazen blev oftalmologi-professoratet på Aga Khan i Pakistan navngivet "The Ibn-e-Haitham Associate Professor and Chief of Ophthalmology". Alhazen, er med navnet Ibn al-Haytham, motivet på forsiden af de irakiske 10.000-dinar-sedler udgivet i 2003, og på 10-dinar sedlerne fra 1982.
I 2015 blev International Year of Light afholdt for at fejre 1000-året for udgivelsen af Ibn Al-Haythams værk om optik.

### Hyldester
I 2014 omhandlede afsnittet "Hiding in the Light" af dokumentarserien Cosmos: A Spacetime Odyssey med som vært Neil deGrasse Tyson, på Alhazans bedrifter. Det var Alfred Molina som var fortæller på episoden.
Over 40 år tidligere havde Jacob Bronowski præsenteret Alhazens arbejde i en lignende tv-dokumentar og tilhørende bog kaldet The Ascent of Man. I episode 5 (The Music of the Spheres) bemærkede Bronowski at Alhazen var "den eneste virkeligt originale naturvidenskabelige hjerne som den arabiske kultur havde produceret", hvis teori om optik ikke blev forbedret før perioden med Newton og Leibniz.
H. J. J. Winter, en britisk videnskabshistoriker, opsummerede vigtigheden i Alhazens i fysikkens historie, da han skrev:
Efter Arkimedes' død var der ikke nogle virkeligt fantastiske fysikere indtil Ibn al-Haytham [Alhazen]. Hvis vi derfor begrænser vores interesse til udelukkende at omhandle fysik, så er der en lang periode på over 1200 år, hvor Grækenlands Guldalder måtte vige for en æra med muslimsk skolastik, og den eksperimenterende ånd blandt de dygtigste fysikere i Antikken igen kom til live i den arabiske lærde fra Basra.
UNESCO erklærede 2015 for International Year of Light og organisationens generaldirektør Irina Bokova kaldte Alhazen for "faderen til optik". Dette var blandt andet for at fejre Alhazens præstationer inden for optik, matematik og astronomi. En international kampagne, skabt af organisationen 1001 Inventions med titlen 1001 Inventions and the World of Ibn Al-Haytham omfattede en serie interaktive udstillinger, workshops og liveoptrædener, der omhandlede hans arbejde. Dette blev udført i samarbejde med videnscentre, naturvidenskabsfestivaler, museer og uddannelsesinsstitutioner, samt på digitale og sociale medieplatforme. The campaign also produced and released the short educational film 1001 Inventions and the World of Ibn Al-Haytham.

## Værker
Blandt Alhazens hovedværker regnes følgende bøger:
- Optikkens Bog (Kitab-al-Manazir 1021; latinsk oversættelse: Opticae Thesaurus, eller senere som De aspectibus 1572).
- Tvivl vedrørende Ptolemaios (Al-Shukūk ‛alā Batlamyūs).
- Om verdens opbygning (Kitab fi hai at al alam, latin: Liber de mundo et coelo, motibus planetarum etc.)
- Model for de syv planeters bevægelser
- Om Mælkevejen

Alhazen menes at have skrevet mere end 200 værker om lang række af emner, og man har kendskab til mindst 96 af dem. De fleste af hans videnskabelige arbejder er gået tabt, men 50 af dem har overlevet i mere eller mindre grad. Fjorten af hans værker handlede om optik, 23 om astronomi, medens næsten halvdelen handlede om matematik og nogle få om andre emner. Blandt de af hans værker, der har overlevet, er det ikke alle som er blevet studeret, men en liste over nogle del af dem er givet nedenfor.
1. Optikkens Bog (كتاب المناظر)
2. Analysis and Synthesis (مقالة في التحليل والتركيب)
3. Balance of Wisdom (ميزان الحكمة)
4. Corrections to the Almagest (تصويبات على المجسطي)
5. Discourse on Place (مقالة في المكان)
6. Exact Determination of the Pole (التحديد الدقيق للقطب)
7. Exact Determination of the Meridian (رسالة في الشفق)
8. Finding the Direction of Qibla by Calculation (كيفية حساب اتجاه القبلة)
9. Horizontal Sundials (المزولة الأفقية)
10. Hour Lines (خطوط الساعة)
11. Tvivl vedrørende Ptolemaios (شكوك على بطليموس)
12. Maqala fi'l-Qarastun (مقالة في قرسطون)
13. On Completion of the Conics (إكمال المخاريط)
14. On Seeing the Stars (رؤية الكواكب)
15. On Squaring the Circle (مقالة فی تربیع الدائرة)
16. On the Burning Sphere (المرايا المحرقة بالدوائر)
17. Om verdens opbygning (تكوين العالم)
18. On the Form of Eclipse (مقالة فی صورة ‌الکسوف)
19. On the Light of Stars (مقالة في ضوء النجوم)
20. On the Light of the Moon (مقالة في ضوء القمر)
21. Om Mælkevejen (مقالة في درب التبانة)
22. On the Nature of Shadows (كيفيات الإظلال)
23. On the Rainbow and Halo (مقالة في قوس قزح)
24. Opuscula (mindre arbejder)
25. Opklaring af tvivl vedrørende Almagest (تحليل شكوك حول الجست)
26. Resolution of Doubts Concerning the Winding Motion
27. The Correction of the Operations in Astronomy (تصحيح العمليات في الفلك)
28. The Different Heights of the Planets (اختلاف ارتفاع الكواكب)
29. The Direction of Mecca (اتجاه القبلة)
30. Model for de syv planeters bevægelser (نماذج حركات الكواكب السبعة)
31. The Model of the Universe (نموذج الكون)
32. The Motion of the Moon (حركة القمر)
33. The Ratios of Hourly Arcs to their Heights
34. Den snoede bevægelse (الحركة المتعرجة)
35. Treatise on Light (رسالة في الضوء)
36. Treatise on Place (رسالة في المكان)
37. Treatise on the Influence of Melodies on the Souls of Animals (تأثير اللحون الموسيقية في النفوس الحيوانية)
38. كتاب في تحليل المسائل الهندسية (A book in engineering analysis)
39. الجامع في أصول الحساب (The whole in the assets of the account)
40. قول فی مساحة الکرة (Say in the sphere)
41. القول المعروف بالغریب فی حساب المعاملات (Saying the unknown in the calculation of transactions)
42. خواص المثلث من جهة العمود (Triangle properties from the side of the column)
43. رسالة فی مساحة المسجم المکافی (A message in the free space)
44. شرح أصول إقليدس (Explain the origins of Euclid)
45. المرايا المحرقة بالقطوع (The burning mirrors of the rainbow)

## Yderligere læsning

### Primærlitteratur
- Sabra, A. I, red. (1983), The Optics of Ibn al-Haytham, Books I-II-III: On Direct Vision. The Arabic text, edited and with Introduction, Arabic-Latin Glossaries and Concordance Tables, Kuwait: National Council for Culture, Arts and Letters
- Sabra, A. I, red. (2002), The Optics of Ibn al-Haytham. Edition of the Arabic Text of Books IV–V: On Reflection and Images Seen by Reflection. 2 vols, Kuwait: National Council for Culture, Arts and Letters
- Smith, A. Mark, ed. and trans. (2006), "Alhacen on the principles of reflection: A Critical Edition, with English Translation and Commentary, of books 4 and 5 of Alhacen's De Aspectibus, the Medieval Latin Version of Ibn al-Haytham's Kitāb al-Manāẓir, 2 vols.", Transactions of the American Philosophical Society, Philadelphia: American Philosophical Society, 95 (2-3) 2 vols:    . (Philadelphia: American Philosophical Society), 2006 – 95(#2) Books 4–5 Vol 1 Commentary and Latin text  via JSTOR; 95(#3) Vol 2 English translation, Notes, Bibl.  via JSTOR
- Smith, A. Mark, ed. and trans. (2008) Alhacen on Image-formation and distortion in mirrors : a critical edition, with English translation and commentary, of Book 6 of Alhacen's De aspectibus, [the Medieval Latin version of Ibn al-Haytham's Kitāb al-Manāzir], Transactions of the American Philosophical Society, 2 vols:  Vol 1 98(#1, section 1 –  Vol 1 Commentary and Latin text);  98(#1, section 2 – Vol 2 English translation). (Philadelphia: American Philosophical Society), 2008. Book 6 (2008)   Vol 1 Commentary and Latin text via JSTOR; Vol 2 English translation, Notes, Bibl.  via JSTOR
- Smith, A. Mark, ed. and trans. (2010) Alhacen on Refraction : a critical edition, with English translation and commentary, of Book 7 of Alhacen's De aspectibus, [the Medieval Latin version of Ibn al-Haytham's Kitāb al-Manāzir], Transactions of the American Philosophical Society, 2 vols:  100(#3, section 1 –  Vol 1, Introduction and Latin text); 100(#3, section 2 –  Vol 2 English translation).  (Philadelphia: American Philosophical Society), 2010.  Book 7 (2010) Vol 1 Commentary and Latin text via JSTOR;Vol 2 English translation, Notes, Bibl.  via JSTOR

### Sekundærlitteratur
- Belting, Hans, Afterthoughts on Alhazen’s Visual Theory and Its Presence in the Pictorial Theory of Western Perspective, in: Variantology 4. On Deep Time Relations of Arts, Sciences and Technologies in the Arabic-Islamic World and Beyond, ed. by Siegfried Zielinski and Eckhard Fürlus in cooperation with Daniel Irrgang and Franziska Latell (Cologne: Verlag der Buchhandlung Walther König, 2010), pp. 19–42.
- El-Bizri, Nader (2009b), "Ibn al-Haytham et le problème de la couleur", Oriens Occidens, Paris: CNRS, 7 (1): 201-26
- El-Bizri, Nader (2016), "Grosseteste's Meteorological Optics: Explications of the Phenomenon of the Rainbow after Ibn al-Haytham",  i Cunningham, Jack P.; Hocknull, Mark (red.), Robert Grosseteste and the Pursuit of Religious and Scientific Knowledge in the Middle Ages, Studies in the History of Philosophy of Mind, vol. 18, Dordrecht: Springer, s. 21-39, ISBN 978-3-319-33466-0
- Graham, Mark. How Islam Created the Modern World. Amana Publications, 2006.
- Omar, Saleh Beshara (juni 1975), Ibn al-Haytham and Greek optics: a comparative study in scientific methodology, PhD Dissertation, University of Chicago, Department of Near Eastern Languages and Civilizations
- Roshdi Rashed, Optics and Mathematics: Research on the history of scientific thought in Arabic, Variorum reprints, Aldershot, 1992.
- Roshdi Rashed, Geometry and Dioptrics the tenth century: Ibn Sahl al-Quhi and Ibn al-Haytham (in French), Les Belles Lettres, Paris, 1993
- Roshdi Rashed, Infinitesimal Mathematics, vols. 1–5, al-Furqan Islamic Heritage Foundation, London, 1993–2006
- Saliba, George (2007), Islamic Science and the Making of the European Renaissance, MIT Press, ISBN 978-0-262-19557-7
- Siegfried Zielinski & Franziska Latell, How One Sees, in: Variantology 4. On Deep Time Relations of Arts, Sciences and Technologies in the Arabic-Islamic World and Beyond, ed. by Siegfried Zielinski and Eckhard Fürlus in cooperation with Daniel Irrgang and Franziska Latell (Cologne: Verlag der Buchhandlung Walther König, 2010), pp. 19–42.